# 六万大山
六万大山，是中国广西东南部的一座山脉，东北——西南走向，分布于浦北、博白和玉林，长约70公里，宽30－40公里。主峰葵扇顶，海拔1118米。